# Biryani

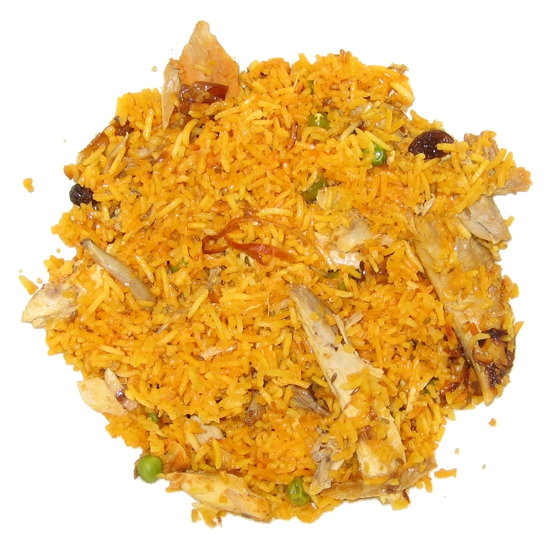
Plato con arroz biryani (conocido localmente como: danpauk), y servido habitualmente en Daca, Bangladés.

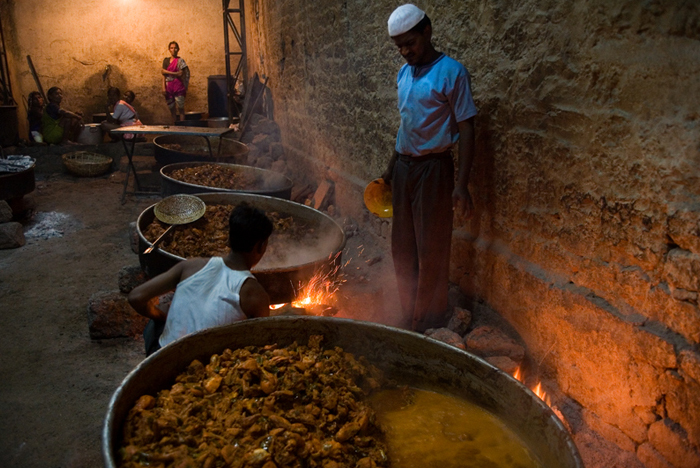
Preparación del Biryani para 2000 personas en Bidar, India.

El biryani  es un plato de arroz de la cocina india y pakistaní elaborado con una mezcla de especias así como arroz basmati, carne/vegetales y yogur. Existen muchas variedades del biryani y cada tipo tiene sus características únicas. Desde Cachemira hasta Kanyakumari, desde el este al oeste de la India, existen diferentes variedades de este plato, que suelen tener su raíz en los ingredientes y los usos de los cocineros de la zona. Puede considerarse en todos los casos como un plato elaborado con cacerola, con los ingredientes cocinados juntos en la última fase de preparación. Existen en la India mezclas de especias pre-elaboradas que se venden comercialmente en supermercados o comercios, intentando de esta forma reducir los tiempos de cocinado, pero el sabor difiere considerablemente de la elaboración tradicional.

## Origen
El biryani tiene un origen incierto, algunos autores indican su posible origen persa debido a que la denominación del plato proviene del persa beryān que significa “frito antes de cocinar”, es muy posible que hiciera un recorrido por Afganistán hasta llegar al Norte de la India pasando quizás por el valle del Thar. Otros autores mencionan que puede tener una conexión con el pilav turco. El plato considerado idóneo para las clases elevadas, durante el Imperio mogol fue diseminado y pudo estar disponible para las clases más humildes. En la actualidad es un plato muy ligado a las poblaciones musulmanas en la [[.]].

## Características y servir
Las especias y condimentos empleados en la elaboración del biryani son los que contribuyen de forma elemental al sabor de este plato; corresponden a clavos, cardamomo, canela, hojas de laurel, coriandro y hojas de menta, aparte suele llevar en la preparación aceite ghi, jengibre, cebollas, ajo y yogur. Las variantes más exquisitas suelen incluir el azafrán y en algunas ocasiones se menciona el uso de Garam Masala (mezcla de especias). 
Para los no-vegetarianos existen biryanis cuyo principal ingrediente que acompaña a las especias es la carne —pollo, pavo, cordero (es la más tradicional) o a veces ternera—. De otra forma puede encontrarse una variedad muy popular de biryani elaborado solo con vegetales (denominada Tehari). En Bangladés, el concepto tehari se refiere al Biryani preparado añadiendo la carne al arroz, opuesto al tradicional Biryani donde el arroz es añadido a la carne. La diferencia entre el biryani y el pullao es que mientras en el pulao se cocinan los ingredientes juntos, en el biryani es costumbre cocinar el arroz separado de los otros alimentos. El plato suele servirse con raita, korma, algún curry o un plato de brinjal (berenjena).

## Variedades
Existen diferentes métodos de preparación del biryani, el Hyderabad Biryani es una de las más populares versiones del biryani. La cocina de Nizam suele tener cerca de 49 tipos de biryani, en los que incluye pescado, perdiz, gamba, venado y liebre. La variante Sindhi de biryani es muy popular en la cocina pakistaní y existen diversas variedades de biryani en casi todo el territorio. Otro plato popular de biryani es el Awadhi biryani.